# Ункенбах (приток Майна)
Ункенбах (нем. Unkenbach) — река в Германии, протекает по Нижней Франконии (земля Бавария). Левый приток Майна. Речной индекс 24316. Площадь бассейна составляет 110,92 км². Длина реки 27,11 км. Высота истока 286 м. Высота устья 200 м.